# Дуње и колачи
Дуње и колачи је албум Кемала Монтена. Издат је 2004. године. Издавачка кућа је Кроација рекордс CD 5611967.

## Песме
1. Дуње и колачи (дует са групом Дивас) 04:30
2. То је друго лице љубави (дует са Гораном Караном) 03:51
3. Даворе 03:37
4. Вратит' ће се 03:30
5. Свој ти живот поклањам 04:06
6. Наше улице 04:39
7. Погледи 04:04
8. Пусти ме да плачем 03:45
9. Немој да те превари овај прамен сједи 04:02
10. Сентиментална 04:09
11. Сирена 04:29
12. Била си боља од мене 03:08
13. Мало је среће остало 03:04
14. Не вјеруј 03:31